# Skalka (Hřebeny)
Skalka (554 m n. m.) je nevýrazný ostroh v Brdské vrchovině, v jihovýchodní části Hřebenů. Skalecký hřbet je v geomorfologickém členění na úrovni podokrsku. Nachází se 27 km jihozápadně od Prahy v okrese Praha-západ, v katastrálním území města Mníšek pod Brdy. Místo je známé hlavně proto, že se zde nachází unikátní krajinný a architektonický prvek, barokní areál Skalka, který se stal poutním místem a cílem turistů.

## Popis
Skalecký hřbet je zalesněn smrkovými a borovými porosty. Geologicky je tvořen ordovickými křemenci. V minulosti v okolí kromě těžby křemene probíhala též hlubinná těžba železné rudy. Je poprvé doložena k roku 1746, k jejímu největšímu rozvoji došlo po 2. světové válce. Celý kopec byl poddolován, začalo docházet k propadům půdy a poškození staveb poutního areálu. Po vytěžení ložiska byl důl v roce 1966 uzavřen a postupně došlo ke stabilizaci horninového masívu. V 80. letech se započalo s opravami zchátralého poutního areálu. V roce 2004 zahájila Montánní společnost práce na zpřístupnění části dolů, kde poté vzniklo hornické muzeum.

## Turistika
Ve středověku vedla přes Skalku Zlatá stezka.[zdroj?] V roce 1889 sem byla z Řevnic zavedena historicky třetí turistická značená cesta Klubu českých turistů. Vedle původní červené hřebenové značky tudy prochází též zelená značka vedoucí z Mníšku pod Brdy do Řevnic. Samotný nenápadný vrcholek ukrytý v lese značky míjejí. Skalka je oblíbeným místem navštěvovaným pěšími turisty, cyklisty a v zimě i běžkaři.